# Near-Mage
Near-Mage ist ein Point-and-Click-Adventure mit RPG-Elementen, das vom rumänischen Entwickler Stuck In Attic für Windows, macOS und Linux entwickelt und veröffentlicht wurde. Es wurde am 27. Mai 2025 veröffentlicht.

## Spielprinzip und Technik
Die Spielmechanik kombiniert Point-and-Click-Mechanik mit direkter Charaktersteuerung. Der Spieler erkundet miteinander verbundene Umgebungen in drei Hauptbereichen: die reale Stadt Sighișoara, ihr magisches Gegenstück Rakus und das Magieinstitut selbst. Die Navigation kann durch Gehen, Laufen oder später auch durch Fliegen erfolgen.
Eine Kernmechanik besteht darin, Fast-Zauber zu erlernen und sie zu echten Zaubern zu kombinieren, die auf Elementen wie Erde, Feuer, Wasser, Luft, Seele und Blut basieren. Diese Zauber können an bestimmten Punkten der Geschichte durch Kurse im Spiel erworben werden. Mit den Zaubern kann der Spieler mit den Charakteren interagieren, Rätsel lösen und die Spielwelt beeinflussen. Der Spieler kann sein Zauberinventar anpassen und verschiedene magische Herangehensweisen an Probleme wählen oder auf den Einsatz von Magie gänzlich verzichten.
Bestimmte Aufgaben bieten mehrere Lösungen und Konsequenzen, abhängig von den verwendeten Zaubern oder den getroffenen Entscheidungen. Mit den Optionen zur Charakteranpassung kann der Spieler das Aussehen von Illy durch verschiedene Outfits und Frisuren verändern.

## Handlung
Near-Mage erzählt die Geschichte von Illy Vraja, einer Teenagerin, die herausfindet, dass sie von ihren transsilvanischen Vorfahren magische Fähigkeiten geerbt hat. Nachdem sie eine mysteriöse Einladung erhalten hat, reist sie zum fiktiven Transsilvanischen Institut für Magie, um dort ihre Ausbildung zur „Fast-Magierin“ zu beginnen, einer Art von Zauberern, die ihr magisches Potenzial noch nicht voll entfaltet haben.
Nach ihrer Ankunft in der Region Sighișoara beginnt Illy, die verborgenen magischen Schichten der Welt aufzudecken, darunter die Parallelstadt Rakus, die von übernatürlichen Wesen wie Vampiren, Strigoi und Ghulen bewohnt wird. Während sie den Unterricht besucht und die Umgebung erkundet, wird Illy in lokale Konflikte, magische Geheimnisse und historische Spannungen zwischen den magischen und nicht-magischen Gemeinschaften, den sogenannten Arkanoiden, verwickelt.
Die Handlung entwickelt sich durch Interaktionen mit anderen Studenten, Lehrkräften und Stadtbewohnern, wobei Illy nach und nach mehr über die Vergangenheit ihrer Familie, die Magie und die politische Dynamik innerhalb der magischen Welt erfährt. Die Erzählung verzweigt sich je nach den Entscheidungen des Spielers, unter anderem ob und wie Illy Magie einsetzt und wie sie zu den verschiedenen Charakteren und Fraktionen steht.

## Entwicklung
Near-Mage wurde von dem unabhängigen rumänischen Studio Stuck In Attic mit Sitz in Târgu Mureș entwickelt. Das Spiel wurde 2021 als Nachfolger des vorherigen Titels Gibbous – A Cthulhu Adventure des Studios angekündigt. Wie sein Vorgänger zeichnet sich Near-Mage durch handgezeichnete 2D-Animationen und ein Point-and-Click-Interface aus, erweitert die Spielmechanik aber um die Fähigkeit, Zauber herzustellen, und leichte RPG-Elemente.
Das Spiel wurde über eine Kickstarter-Kampagne im September 2021 finanziert, die ihr Finanzierungsziel innerhalb weniger Stunden erreichte und schließlich über 125.000 € einbrachte.
Die Entwicklung konzentrierte sich darauf, traditionelles Adventure-Gameplay mit dynamischeren Systemen wie dem Experimentieren mit Zaubersprüchen, verzweigten Dialogen und der Charaktererstellung zu kombinieren. Das Setting basiert auf realen Schauplätzen in Transsylvanien, wobei Sighișoara als wichtige Inspiration diente. Das Team hat versucht, Fantasy-Elemente mit kulturellen Referenzen aus der lokalen Mythologie und Geschichte zu verbinden.
Das Spiel wurde mit der Unity-Engine entwickelt und verfügt über englische Sprachausgabe, animierte Zwischensequenzen und einen voll orchestrierten Soundtrack. Zum Start wurde es ins Deutsche und Russische übersetzt und im Mai 2025 für Windows, macOS und Linux veröffentlicht.

## Rezeption
Near-Mage erhielt laut dem Review-Aggregator Metacritic „allgemein positive Kritiken“. Die Kritiker lobten den visuellen Stil, den Humor und den fantasievollen Aufbau der Welt. Die Kritiker hoben die handgezeichneten Animationen, die verzweigten Dialoge und die Integration der rumänischen Folklore als herausragende Merkmale des Spiels hervor.
Adventure Game Hotspot lobte die Sprachausgabe und den Soundtrack, merkte aber an, dass einige Rätsel im Vergleich zum erzählerischen Inhalt zu wenig entwickelt waren.
Cosmin Vasile schrieb für Softpedia, dass das Spiel zwar „nicht sein ganzes Potenzial ausschöpft“, aber das fantastische magische Setting und der ansprechende Grafikstil die unterentwickelten Rätsel und Animationen ausgleichen.